# العلاقات البحرينية العمانية
العلاقات البحرينية العمانية هي العلاقات الثنائية التي تجمع بين البحرين وسلطنة عمان.

## مقارنة بين البلدين
هذه مقارنة عامة ومرجعية للدولتين:
| وجه المقارنة                                              | البحرين       | سلطنة عمان    |
| --------------------------------------------------------- | ------------- | ------------- |
| المساحة (كم2)                                             | 765           | 309.50 ألف    |
| عدد السكان (نسمة)                                         | 1.49 مليون    | 4.64 مليون    |
| الكثافة السكانية (ن./كم²)                                 | 194.77 ألف    | 14.99         |
| العاصمة                                                   | المنامة       | مسقط          |
| اللغة الرسمية                                             | اللغة العربية | اللغة العربية |
| العملة                                                    | دينار بحريني  | ريال عماني    |
| الناتج المحلي الإجمالي (بليون دولار)                      | 35.31 مليار   | 72.64 مليار   |
| الناتج المحلي الإجمالي (تعادل القوة الشرائية) بليون دولار | 64.16 مليار   | 179.49 مليار  |
| الناتج المحلي الإجمالي الاسمي للفرد دولار أمريكي          | 22.60 ألف     | 15.55 ألف     |
| الناتج المحلي الإجمالي للفرد دولار أمريكي                 | 45.50 ألف     | 38.63 ألف     |
| مؤشر التنمية البشرية                                      | 0.824         | 0.793         |
| رمز المكالمات الدولي                                      | +973          | +968          |
| رمز الإنترنت                                              | .bh           | عمان          |
| المنطقة الزمنية                                           | ت ع م+03:00   | ت ع م+04:00   |

## منظمات دولية مشتركة
يشترك البلدان في عضوية مجموعة من المنظمات الدولية، منها:
| علم المنظمة | اسم المنظمة                                 | تاريخ انضمام البحرين | تاريخ انضمام سلطنة عمان |
| ----------- | ------------------------------------------- | -------------------- | ----------------------- |
|             | وكالة ضمان الاستثمار متعدد الأطراف          | 12 أبريل 1988        | 1989                    |
|             | الأمم المتحدة                               | 21 سبتمبر 1971       | 7 أكتوبر 1971           |
|             | الفريق المعني برصد الأرض                    | ?                    | ?                       |
|             | جامعة الدول العربية                         | 11 سبتمبر 1971       | 1971                    |
|             | صندوق النقد العربي                          | ?                    | ?                       |
|             | منظمة التعاون الإسلامي                      | ?                    | 1970                    |
|             | منظمة حظر الأسلحة الكيميائية                | ?                    | ?                       |
|             | منظمة التجارة العالمية                      | ?                    | 2000                    |
|             | مجلس التعاون لدول الخليج العربية            | ?                    | 1981                    |
|             | منظمة الشرطة الجنائية الدولية               | ?                    | ?                       |
|             | الصندوق العربي للإنماء الاقتصادي والاجتماعي | ?                    | ?                       |
|             | يونسكو                                      | 18 يناير 1972        | 10 فبراير 1972          |
|             | الاتحاد البريدي العالمي                     | ?                    | ?                       |
|             | البنك الدولي للإنشاء والتعمير               | 15 سبتمبر 1972       | 1971                    |
|             | المنظمة الهيدروغرافية الدولية               | ?                    | ?                       |
|             | المصرف العربي للتنمية الاقتصادية في أفريقيا | ?                    | ?                       |
|             | الاتحاد الدولي للاتصالات                    | 1975                 | 28 أبريل 1972           |
|             | مؤسسة التمويل الدولية                       | 22 سبتمبر 1995       | 1973                    |
|             | المركز الدولي لتسوية المنازعات الاستشارية   | 15 مارس 1996         | 1995                    |

## وصلات خارجية
- موقع وزارة الخارجية البحرينية
- موقع وزارة الخارجية العمانية